# Campen (Krummhörn)
Campen ist eine Ortschaft der Gemeinde Krummhörn im Landkreis Aurich in Ostfriesland. Die Einwohnerzahl beträgt 445 (Stand: 31. Dezember 2024).

## Geografie
Campen ist eine Haufensiedlung. Sie liegt etwa zwölf Kilometer nordwestlich von Emden. Der Ort entstand in einem Kalkmarschgebiet auf einer Höhen zwischen 0,3 und bis 0,6 m ü. NHN. Insgesamt bedeckt die Gemarkung eine Fläche von 6,06 Quadratkilometern.

## Geschichte
Campen wird erstmals im 10. Jahrhundert als in Campe maiori. Im 10. und 11. Jahrhundert war die Bezeichnung in Campun geläufig. Spätere Namensvarianten waren in maiori Compum (1395) und Kampen (1424). Der Ortsname ist der Dativ-Plural des altfriesischen Begriffs kamp oder komp (= Feld). Er bedeutet demnach (in den) Feldern. Münzfunde belegen eine Besiedelung von Campen bereits im Frühmittelalter. Im 13. Jahrhundert errichteten die Bewohner des Ortes auf dem höchsten Punkt der Warft eine Kirche.
1744 fiel Campen wie ganz Ostfriesland an Preußen. Die preußischen Beamten erstellten 1756 eine statistische Gewerbeübersicht für Ostfriesland. In jenem Jahr gab es in Campen 15 Kaufleute und Handwerker, womit Campen im Schatten des deutlich stärker mit Handwerkern und Kaufleuten besetzten Nachbarortes Loquard blieb. In Campen fanden sich vier Schneider, jeweils zwei Schmiede, Schuster und Leineweber sowie jeweils ein Böttcher, Bäcker, Maurer und Zimmermann. Der einzige Kaufmann am Ort handelte mit Seife, Gewürzen, Zucker und Tee.
Campen und Heiselhusen zählten in der Hannoverschen Zeit Ostfrieslands zum Amt Emden (1824), darin zur Vogtei Larrelt und darin wiederum zur Untervogtei Loquard, die neben Loquard, Campen und Heiselhusen auch Rysum und Canum umfasste.
Jahrhundertelang waren die natürlichen Tiefs und die Entwässerungskanäle, die die Krummhörn in einem dichten Netz durchziehen, der wichtigste Verkehrsträger. Über Gräben und Kanäle waren nicht nur die Dörfer, sondern auch viele Hofstellen mit der Stadt Emden und dem Hafenort Greetsiel verbunden. Besonders der Bootsverkehr mit Emden war von Bedeutung. Dorfschiffer übernahmen die Versorgung der Orte mit Gütern aus der Stadt und lieferten in der Gegenrichtung landwirtschaftliche Produkte: „Vom Sielhafenort transportierten kleinere Schiffe, sog. Loogschiffe, die umgeschlagene Fracht ins Binnenland und versorgten die Marschdörfer (loog = Dorf). Bis ins 20. Jahrhundert belebten die Loogschiffe aus der Krummhörn die Kanäle der Stadt Emden.“ Bereits 1824 schrieb der Kulturhistoriker Fridrich Arends in seiner Erdbeschreibung des Fürstenthums Ostfriesland und des Harlingerlandes: „Mit Wasser ist kein Amt reichlicher versehen wie dieses. (…) Im Winter und Frühling geschieht der Transport des Korns und sonstiger Güter sowohl in diesem als im Greetmer Amt immer zu Wasser, welches bei den schlechten Kleiwegen in der Jahreszeit außerordentlichen Nutzen hat.“
Torf, der zumeist in den ostfriesischen Fehnen gewonnen wurde, spielte über Jahrhunderte eine wichtige Rolle als Heizmaterial für die Bewohner der Krummhörn. Die Torfschiffe brachten das Material auf dem ostfriesischen Kanalnetz bis in die Dörfer der Krummhörn, darunter auch nach Campen. Auf ihrer Rückfahrt in die Fehnsiedlungen nahmen die Torfschiffer oftmals Kleiboden aus der Marsch sowie den Dung des Viehs mit, mit dem sie zu Hause ihre abgetorften Flächen düngten.
Nach dem Ende des Zweiten Weltkriegs nahm Campen eine große Anzahl Vertriebener aus den Ostgebieten des Deutschen Reiches auf. Sie stellten 1946 23,1 Prozent der Dorfbevölkerung, eine Quote, die bis 1950 konstant blieb. Am 1. Juli 1972 wurde Campen in die neue Gemeinde Krummhörn eingegliedert.

## Politik
Ortsvorsteher ist seit 2022 Joachim Kah.

## Kultur und Sehenswürdigkeiten
In Campen steht mit 65,3 m der zweithöchste Leuchtturm Deutschlands. Er wurde 1889 erbaut und ist seit 1891 in Betrieb. Der Leuchtturm kann besichtigt werden, wozu die Besucher 308 Stufen emporsteigen müssen. Bei guter Sicht reicht der Blick zu den ostfriesischen Inseln über die Niederlande bis zur Stadt Emden.
Eine weitere Sehenswürdigkeit ist das Ostfriesische Landwirtschaftsmuseum, das in zwei Gulfhöfen untergebracht ist. Dort werden alte landwirtschaftliche Geräte der 1850er bis 1950er Jahre ausgestellt. Zudem finden in den Sommermonaten Sonderveranstaltungen statt.
Sehenswert ist unter anderem die Reformierte Kirche, die im 13. Jahrhundert errichtet wurde. Die Altreformierte Kirche stammt aus dem Jahr 1905.

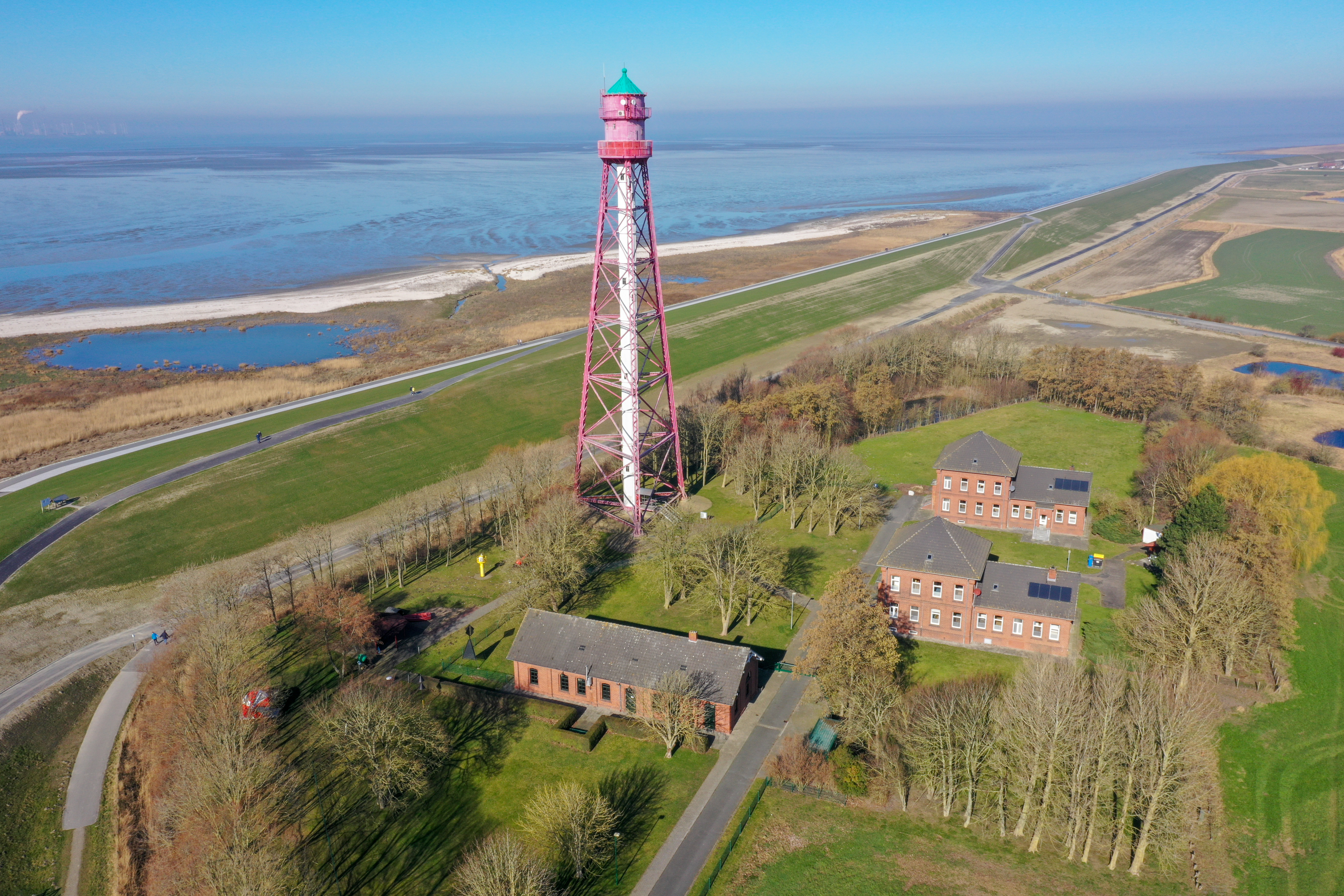
Leuchtturm und Deich
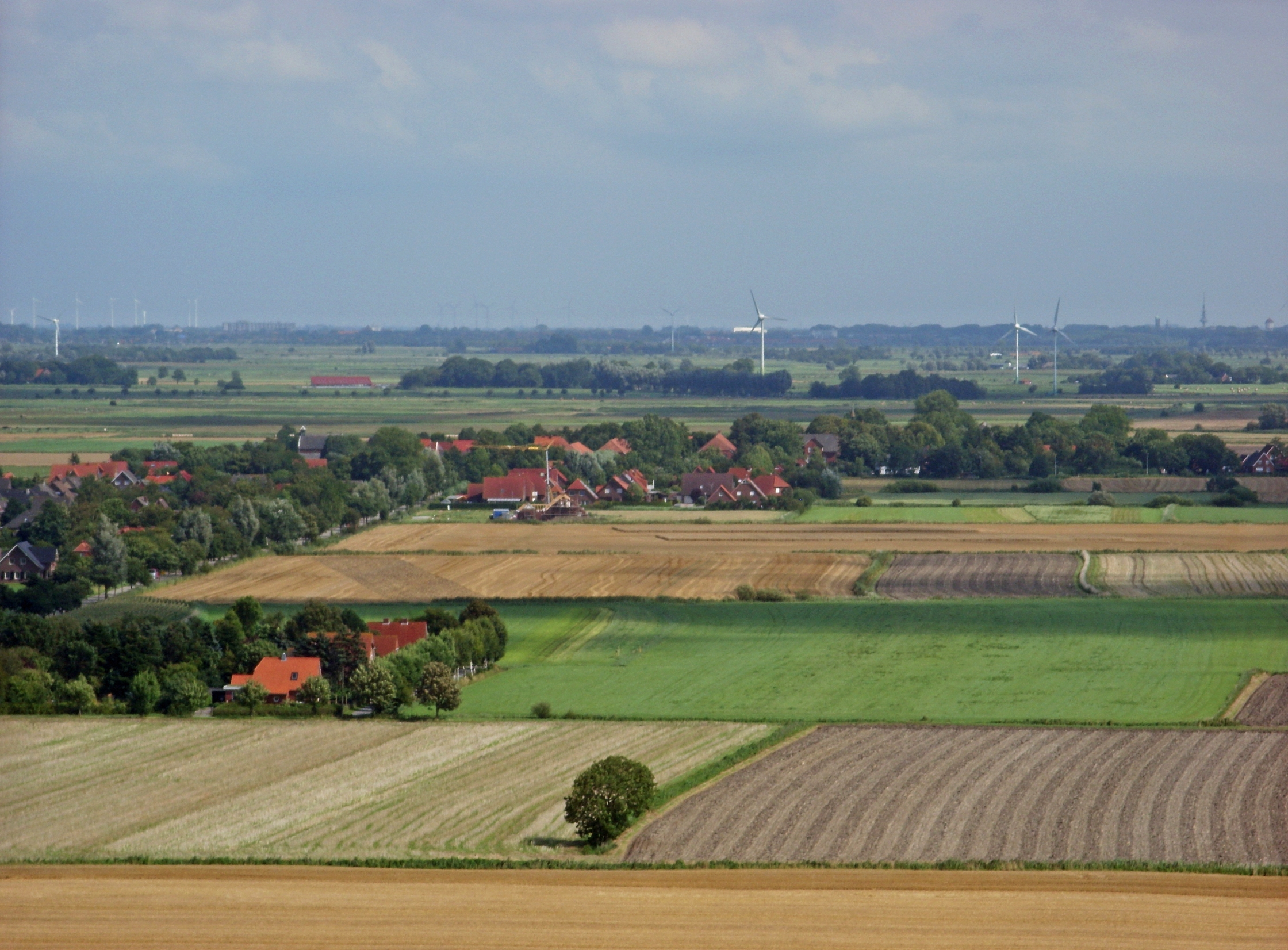
Blick über Campen
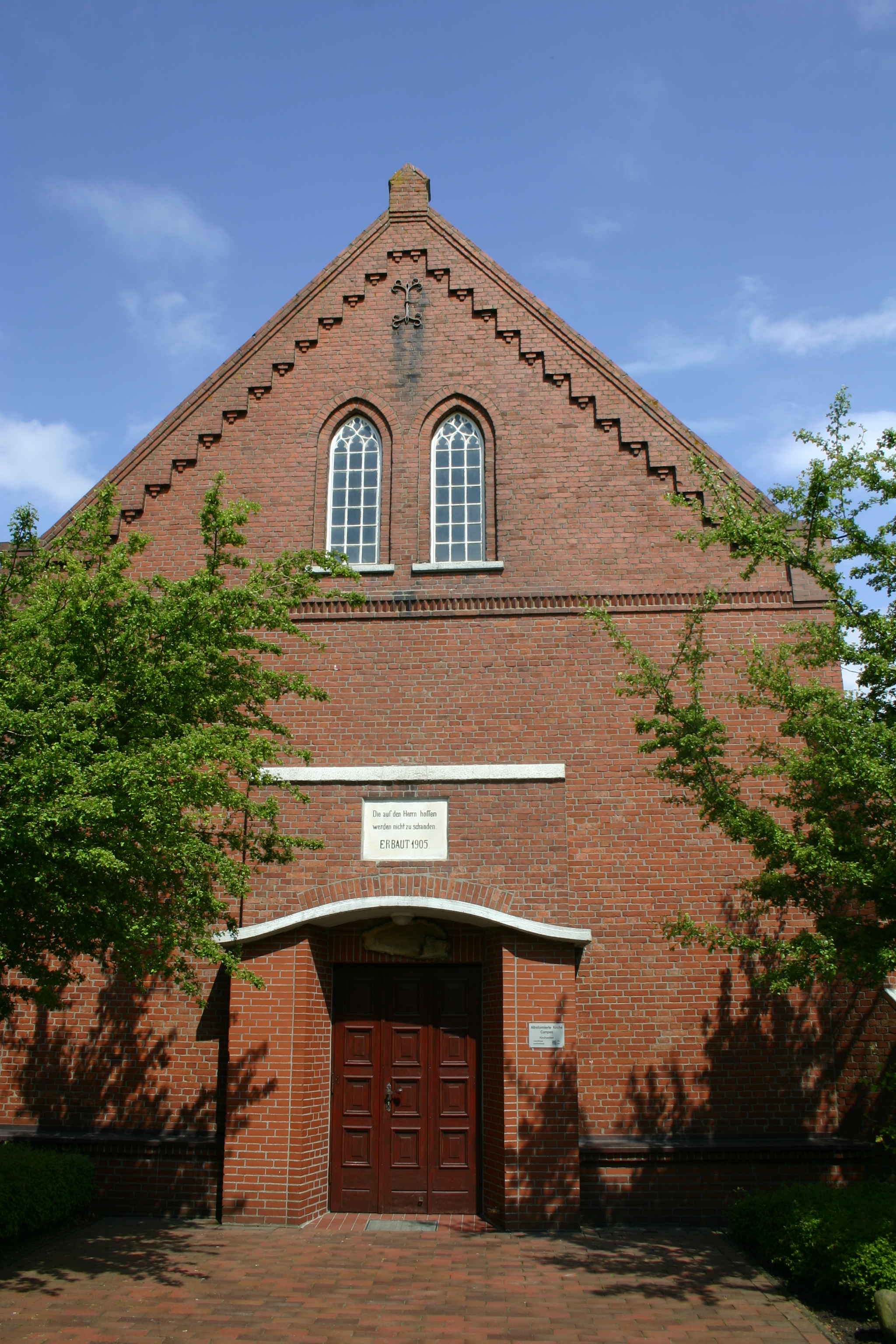
Altreformierte Kirche Campen
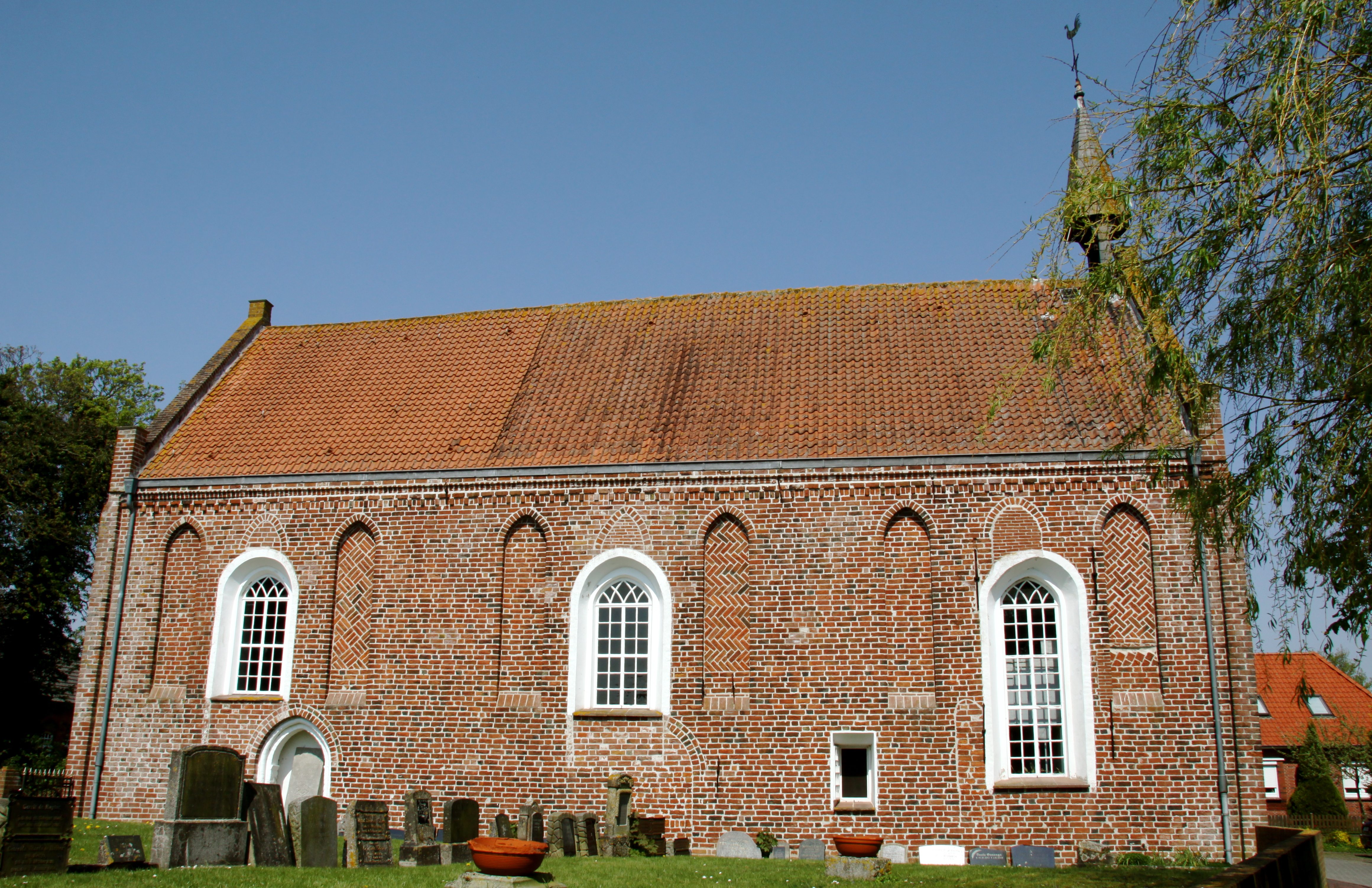
Reformierte Kirche Campen

## Verkehr
Der Ort ist über die Landesstraße 2 mit der Stadt Emden verbunden, wo ein Anschluss an die A 31 besteht.
Der ÖPNV wird durch die täglich verkehrende Linie 422 von DB Weser-Ems-Bus sichergestellt.